# Consiglio del Regno
Consiglio del Regno, o Consiglio di Stato, (a volte tradotto come "Consiglio della Corona"), sono i Consigli dei paesi scandinavi che con i Re governavano i territori, dal tardo Medioevo al XVII secolo. La Norvegia aveva un Consiglio del Regno (Riksrådet) che è stato abolito dal re danese-norvegese nel 1536. In Svezia il parallelo Consiglio (in svedese Riksrådet sino al 1687; talvolta latinizzato come Senatus Regni Sueciae) è passato gradualmente sotto l'influenza del Re nel corso del XVII secolo.

## Origini
In tutte le comunità scandinave, anche prima dell'epoca vichinga, erano presenti assemblee di uomini liberi, dove si risolvevano le dispute e si stabilivano le regole della convivenza comune. Gli “uomini liberi” si situavano tra gli schiavi e i signori (tutte le donne erano escluse), e il loro status dipendeva dalle ricchezze e dalla proprietà, dalla grandezza del loro podere, ecc. Una scala sociale indicativa, dall'alto in basso, dei “liberi” poteva essere: contadino proprietario, mezzadro, artigiano, bracciante e liberto. L'assemblea era sempre pubblica, si radunava solitamente in spazi aperti, con gli uomini in armi, e poteva essere locale, e allora tutti i liberi potevano parteciparvi direttamente. Altre assemblee più vaste, regionali, potevano avere funzioni più importanti, come ad esempio quella di eleggere il re, e a queste assemblee partecipavano dei rappresentanti (in vista) di ogni comunità locale. Il re era una persona di nobili origini, la cui genealogia si faceva volentieri risalire agli dei. La monarchia non era ereditaria in senso stretto: un qualsiasi membro della famiglia reale poteva succedergli. E l'assemblea che lo eleggeva aveva voce in capitolo.
È un dato che sottolinea come le strutture democratiche sviluppatesi nel corso del XIX e XX secolo potessero poggiare su una eredità interna di lunga data.
A questo proposito Tacito scrive:
(Da Tacito, La Germania, traduzione di Massimo Bontempelli, Milano, SE, 1990, pp. 25-27.)

## Norvegia
Il Riksrådet della Norvegia si forma gradualmente attorno al 1300, evolvendo dal Consiglio della Corona (Consiglio del Re). Emerge chiaramente la sua forza dopo il 1319, durante la minore età del Re Magnus VII Eriksson.
Il re Cristiano III di Danimarca lo abolì nel 1536.

## Svezia
Il Riksråd della Svezia era la Camera alta del Parlamento svedese formato dalla nobiltà. La nobiltà svedese spesso ha giocato un ruolo di primo piano nella storia svedese, sia favorendo che ostacolando la nazione. Sten Sture del Riksråd guidò la resistenza contro l'Unione di Kalmar dominata dalla Danimarca, fino a che non è stato ucciso insieme agli altri nobili durante il bagno di sangue di Stoccolma nel 1520.

## Danimarca
I membri del Consiglio del regno di Danimarca (Rigsråd) sono divenuti da consiglieri del Re ad essere rappresentanti dei magnati e dei nobili. Dal 1320 emerge chiaramente la sua forza e dal 1440 è il contraltare permanente del potere reale, sostituendo il Danehof.